# Bodo Rudwaleit
Bodo Rudwaleit (né le 3 août 1957 à Woltersdorf) est un footballeur international est-allemand, qui évoluait au poste de gardien de but. Il participe aux Jeux olympiques d'été de 1980, remportant la médaille d'argent avec l'Allemagne de l'Est.

## Biographie

### En club
Bodo Rudwaleit joue principalement en faveur du Dynamo Berlin, club où il évolue pendant 14 saisons, de 1976 à 1990. Il remporte avec cette équipe 10 titres de champion de RDA, et deux Coupes de RDA.
Il dispute plus de 400 matchs en championnat (RDA puis Allemagne réunifiée). Au sein des compétitions européennes, il joue 38 matchs en Coupe d'Europe des clubs champions, quatre matchs en Coupe des coupes, et une rencontre en Coupe de l'UEFA. Il est quart de finaliste de la Coupe des clubs champions en 1980 puis à nouveau en 1984.

### En équipe nationale
Bodo Rudwaleit reçoit 33 sélections en équipe de RDA entre 1979 et 1988.
Il joue son premier match en équipe nationale le 9 février 1979, en amical contre l'Irak (score : 1-1 à Bagdad).
Il joue un match rentrant dans le cadre des éliminatoires du mondial 1982, et six rencontres lors des éliminatoires de l'Euro 1984.
Il reçoit sa dernière sélection le 21 septembre 1988, en amical contre la Pologne (défaite 1-2 à Cottbus).
Il participe avec l'équipe olympique aux Jeux olympiques d'été de 1980 organisés à Moscou. Lors du tournoi olympique, il joue cinq matchs. La RDA s'incline en finale contre la Tchécoslovaquie.

## Palmarès

### équipe de RDA
- Jeux olympiques de 1980 :
  -  Médaille d'argent.

### Dynamo Berlin
- Championnat de RDA :
  - Champion : 1979, 1980, 1981, 1982, 1983, 1984, 1985, 1986, 1987, 1988.
  - Vice-champion : 1989.
- Coupe de RDA :
  - Vainqueur : 1988 et 1989.
  - Finaliste : 1979, 1982, 1984 et 1985.
- Supercoupe de RDA :
  - Vainqueur : 1989.